# Filmfestival van Cannes

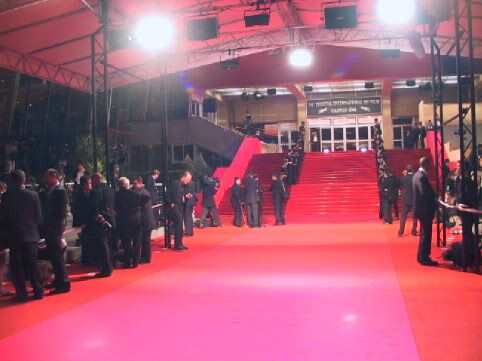
De beroemde rode loper van het Filmfestival in Cannes

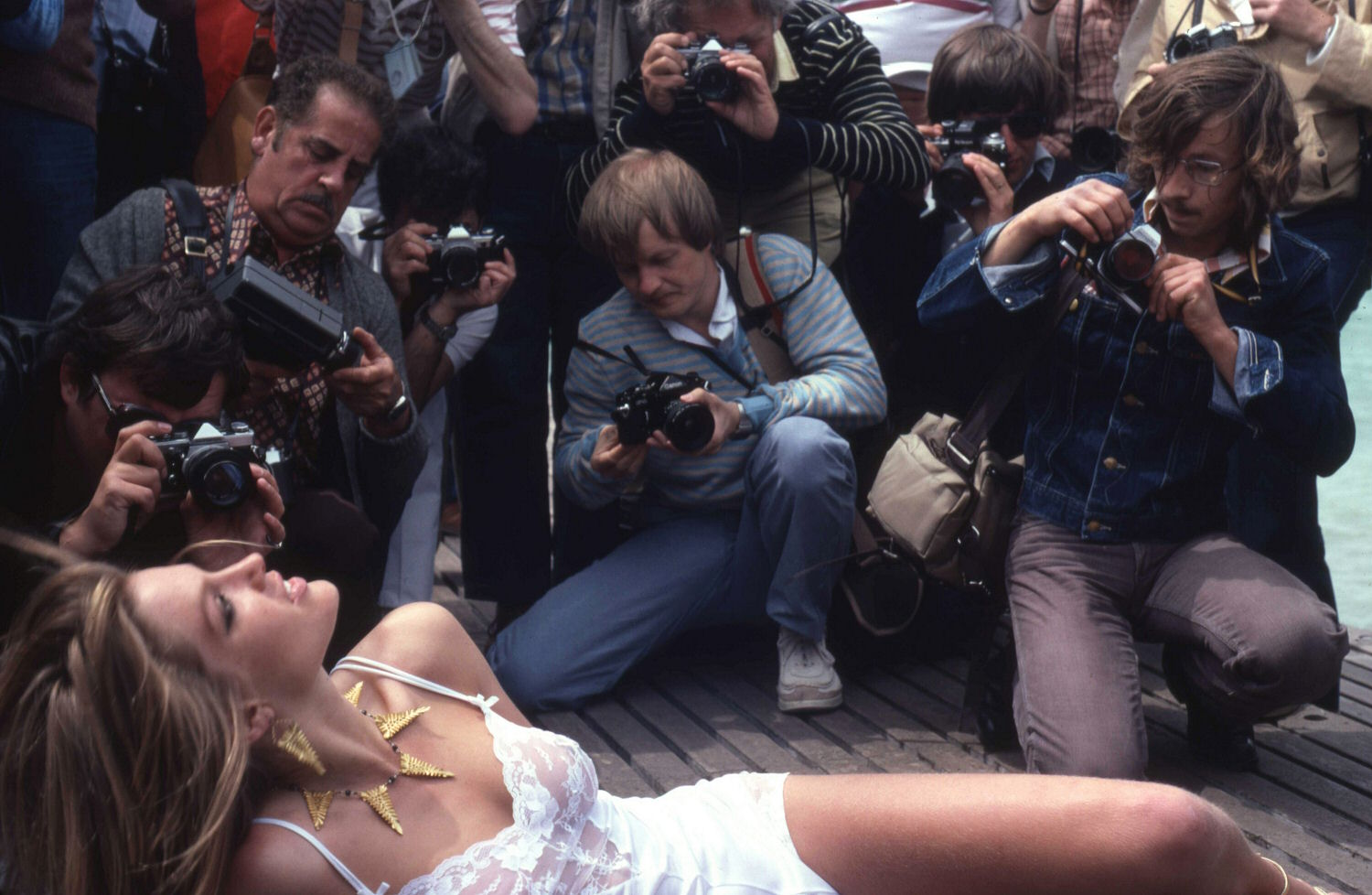
Een starlette op het festival van Cannes

Het Filmfestival van Cannes (Festival de Cannes) is een prestigieus internationaal filmfestival. Het wordt sinds 1946 elk jaar in de Franse stad Cannes gehouden in het Palais des Festivals et des Congrès op de La Croisette. In 1948 en 1950 werd het festival niet gehouden, en in 1968 werd het afgelast wegens het mei-oproer in Parijs. Het vindt jaarlijks plaats in de derde week van mei.
Omdat het festival veel aandacht van de media krijgt, wordt het door veel filmsterren bezocht en is het een populaire gelegenheid voor filmproducenten om hun nieuwe films te presenteren en deze aan distributeurs te verkopen.
De meest prestigieuze prijs die in Cannes wordt toegekend is de Palme d'Or (Gouden Palm) voor de beste film; deze wordt soms gedeeld door meerdere films in hetzelfde jaar.
De filmsterren worden in luxueuze limousines vervoerd tot aan de beroemde rode loper, waarna zij de trappen bestijgen, om vervolgens aan de blikken van het grote publiek te worden onttrokken.
Voor de film Mr. Bean's Holiday is gefilmd bij het filmfestival in Cannes.

## Winnaars en prijzen

### Langspeelfilms
- Palme d'Or (Gouden Palm), van 1955 tot 1963 en van 1975 tot heden
- Grand Prix (Grote Prijs), sinds 1946 tot 1955 en 1964 1965 1967 tot 1974 en 1990, 1991, 1993 en van 1995 tot heden
- Prix de la mise en scène (beste regie), van 1949 tot 1952 en 1955 tot 1957 en 1959, 1961 en van 1965 tot 1970 en 1972, 1975, 1976, 1978, 1979, 1982 en van 1984 tot heden
- Prix du scénario (beste scenario), van 1949 tot 1952 en 1958, 1963, 1965, 1967, 1974, 1981, 1982, 1984, 1994 en van 1996 tot 2011
- Prix d'interprétation féminine du Festival de Cannes (beste actrice), van 1949 tot 1952 en 1957 en van 1959 tot 1961 en van 1963 tot 1966 en van 1969 tot heden
- Prix d'interprétation masculine du Festival de Cannes (beste acteur), van 1949 tot 1952 en van 1957 tot 1959 en 1961 en van 1963 tot 1967 en van 1969 tot heden
- Prix du Jury (Prijs van de Jury), 1951 en van 1955 tot 1967 en van 1969 tot 1973 en 1980, 1983 en van 1985 tot heden

### Korte films
- Palme d'Or du Festival de Cannes - court métrage (Gouden Palm korte film), van 1954 tot 1961 en 1962, 1963 en 1975 tot 1988 en van 1990 tot heden
- Prix du Jury - court métrage (Prijs van de Jury korte film), van 1951 tot 1952 en 1955, 1959 en van 1962 tot 1965 en 1967, 1969 en van 1971 tot 1978 en 1980, 1981, 1983 en van 1990 tot 1992 en van 1994 tot heden

### Andere erkentelijkheden
- Caméra d'or (Gouden Camera), van 1978 tot heden

### Verdwenen prijzen

#### Langspeelfilm
- Grand prix special du jury, van 1970 tot 1976 en van 1978 tot 1989 en 1992, 1994, 1995
- Prix pour le décor, van 1949 tot 1951 (Beste decor)
- Prix pour la partition musicale, 1949 en 1977 (Beste filmmuziek)
- Prix de la mise en scène Un Certain Regard, 1951
- Prix Exceptionnel, 1951 en 1957
- Prix de la photographie et de la composition plastique, 1952
- Prix du film lyrique, 1952 en 1955
- Prix International du film le mieux raconté par l'image, 1953
- Prix International du film d'explorateur, 1953
- Prix International du film légendaire, 1953
- Prix International du film de divertissement, 1953
- Prix International du film de la bonne humeur, 1953
- Prix International du film d'aventures, 1953
- Prix International du film dramatique, 1953 en 1955
- Prix International, 1954 en 1959
- Prix d'interprétation collectif, 1955
- Prix d'Interprétation, 1955
- Prix du document humain, 1956
- Prix International de la meilleur réalisation, 1956
- Prix International de la meilleur interprétation, 1956
- Prix de l'humour poétique, 1956
- Prix du documentaire romanesque, 1957
- Prix spécial Unanimité, 1957
- Prix collectif d'interprétation féminine - Un Certain Regard, 1958
- Prix le Premier Regard - Un Certain Regard ex aequo Unanimité, 1958
- Prix de comédie, 1959
- Prix de la meilleure sélection à la Tchecoslovaquie, 1959
- Prix de la meilleure participation, 1960 en 1961
- Prix de la Critique Internationale - F.I.P.R.E.S.C.I., van 1961 tot 1967 en 1970, 1971 en van 1973 tot 1977 en van 1979 tot 1994 en 1997
- Prix Gary Cooper, 1961 1963
- Prix de la meilleure comédie, 1962
- Prix de la meilleure transposition cinématographique, 1962
- Prix le Premier Regard - Un Certain Regard, 1962
- Prix de la meilleure évocation d'une épopée révolutionnaire, 1963
- Prix de la première oeuvre, 1966, 1967 en van 1969 tot 1971 en 1973, 1977
- Prix Special, 1973
- Prix du jeune cinéma au Festival International du Film, 1979
- Meilleur rôle de composition masculin au Festival International du Film, 1979
- Meilleur rôle de composition féminin au Festival International du Film, 1979
- Prix du meilleur second rôle masculin au Festival International du Film, 1980, 1981
- Prix du meilleur second rôle féminin au Festival International du Film Ex-aequo, 1980, 1981
- Prix du meilleur second rôle, 1991
- Prix du scénario et des dialogues au Festival International du Film, 1980
- Prix du cinéma contemporain au Festival International du Film, 1981
- Prix de la meilleure contribution artistique au Festival International du Film, van 1981 tot 1990 en 1998
- Prix du Jury à un technicien, 2001
- Grand Prix du cinéma de creation, 1983
- Grand Prix du XXème Anniversaire du Festival International du Film, 1966
- Prix du XXVème anniversaire du Festival International du Film, 1971
- Prix du 35ème anniversaire du Festival International du Film, 1982
- Prix du 45ème anniversaire du Festival International du Film, 1992
- Prix du 55ème anniversaire du Festival de Cannes Unanimité, 2002
- Prix du 60e Anniversaire, 2007
- Prix spécial du 61e Festival, 2008
- Prix Vulcain de l'Artiste-Technicien, décerné par la C.S.T., van 2004 tot 2009
- Prix spécial de la Critique Internationale F.I.P.R.E.S.C.I., 1982
- Prix de la Commission Supérieure Technique, van 1962 tot 1966 en van 1974 tot 1979 en van 1981 tot 1986 en van 1988 tot 1995 en 1999, 2000
- Mention spéciale de la Commission Supérieure Technique, 1961, 1965, 1967, 1969
- Mention à deux enfants, 1955
- Mention, 1955 en 1959
- Mention spéciale - Un Certain Regard, 1971
- Mention spéciale pour l'ensemble des acteurs, 2000
- Hommage 1953 1955 64

#### Korte film
- Grand prix (grote prijs korte film), sinds 1946 tot 1952 en van 1959 tot 1961 en 1964, 1969, 1970 en van 1972 tot 1974
- Prix pour le reportage filmé - court métrage (beste documentaire korte film), 1949, 1955
- Prix pour la photographie - court métrage, 1949
- Prix pour le montage - court métrage (beste montage korte film), 1949
- Prix pour le sujet - court métrage (beste onderwerp korte film), 1949
- Prix pour la couleur - court métrage (beste kleur korte film), 1949, 1952
- Grand Prix du Festival International du film pour le meilleur film scientifique (beste korte sf-film), 1951
- Prix spécial du Jury - film scientifique ou pédagogique, 1952
- Prix Jury animation, 1979, 1982, 1986, 1988
- Prix Jury Fiction, 1979, 1986, 1988
- Prix du film d'animation - court métrage, 1953
- Prix du film de fiction - court métrage, 1953 1956
- Prix du film d'art - court métrage, 1953
- Prix du film de réalite - court métrage, 1953, 1954
- Prix du film de nature - court métrage, 1954, 1957
- Prix du film de fantaisie poétique - court métrage, 1954
- Prix du film de marionnettes - court métrage, 1954
- Prix du film de divertissement - court métrage, 1954
- Prix du reportage filmé - court métrage, 1955
- Prix du meilleur documentaire - court métrage, van 1955 tot 1957
- Prix spécial - court métrage, 1958, 1984
- Prix de la meilleure sélection à la Tchecoslovaquie, 1959
- Prix de la Commission Supérieure Technique, van 1962 tot 1967 en 1972
- Mention spéciale de la Commission Supérieure Technique, 1961 en 1967 en 1969
- Mention spéciale - court métrage, 1956, 1957, 1959, 1963, 1970, 1971, 1989, 2005, 2006, 2007, 2009
- Mention d'honneur - court métrage, 1960
- Mention au film de recherche - court métrage, 1956
- Hommage, 1959 en 1960
- Deuxième Prix - court métrage, 1987
- Troisième Prix - court métrage, 1965, 1987

## Jury
De prijzen in Cannes worden toegekend door een meerkoppige jury, die doorgaans bestaat uit ervaren en gelauwerde professionals uit de filmwereld.